# Roma Volley Club 2023-2024 (femminile)
Questa voce raccoglie le informazioni riguardanti la Roma Volley Club nelle competizioni ufficiali della stagione 2023-2024.

## Stagione
Nella stagione 2023-24 la Roma Volley Club assume la denominazione sponsorizzata di Aeroitalia Smi Roma.
Partecipa per la seconda volta alla Serie A1, dopo aver ottenuto la promozione dalla Serie A2 2022-23; chiude la regular season di campionato al nono posto in classifica, qualificandosi per i play-off scudetto, dove viene eliminata ai quarti di finale dall'Imoco.
Grazie al settimo posto al termine del girone di andata del campionato, la Roma Club si qualifica per la Coppa Italia, uscendo nei quarti di finale a seguito della sconfitta rimediata contro la Pro Victoria.

## Organigramma societario
Area direttiva
- Presidente: Pietro Mele
- Dirigente generale: Roberto Mignemi
- Team manager: Emanuele Carpentieri

Area tecnica
- Allenatore: Giuseppe Cuccarini
- Allenatore in seconda: Gabriele Tortorici
- Scout man: Simone Maurilli

Area sanitaria
- Preparatore atletico: Luca Rossini

## Rosa
| N° | Nome               | Ruolo | Data di nascita  | Nazionalità sportiva |
| -- | ------------------ | ----- | ---------------- | -------------------- |
| 1  | Erblira Bici       | O     | 27 giugno 1995   | Albania              |
| 2  | Dezirett Madán     | O     | 10 dicembre 2002 | Cuba                 |
| 3  | Marta Bechis       | P     | 4 settembre 1989 | Italia               |
| 4  | Jessica Rivero     | S     | 15 marzo 1995    | Spagna               |
| 5  | Michela Ciarrocchi | C     | 16 dicembre 1999 | Italia               |
| 6  | Celeste Plak       | S     | 26 ottobre 1995  | Paesi Bassi          |
| 6  | Amber Igiede       | C     | 8 gennaio 2001   | Stati Uniti          |
| 7  | Martina Ferrara    | L     | 28 gennaio 1999  | Italia               |
| 8  | Michela Rucli      | C     | 1º maggio 1996   | Italia               |
| 9  | Sofia Valoppi      | L     | 29 luglio 2003   | Italia               |
| 11 | Ana Beatriz Corrêa | C     | 7 febbraio 1992  | Brasile              |
| 13 | Giulia Melli       | S     | 8 gennaio 1998   | Italia               |
| 16 | Courtney Schwan    | S     | 9 maggio 1996    | Stati Uniti          |
| 19 | Margherita Muzi    | P     | 25 gennaio 1994  | Italia               |

## Mercato
| Acquisti                               | Acquisti           | Acquisti            | Acquisti   |
| R.                                     | Nome               | da                  | Modalità   |
| -------------------------------------- | ------------------ | ------------------- | ---------- |
| C                                      | Ana Beatriz Corrêa | Kuzeyboru           | definitivo |
| O                                      | Dezirett Madán     | Železničar Lajkovac | definitivo |
| P                                      | Margherita Muzi    | Sant'Anna           | definitivo |
| S                                      | Celeste Plak       | Victorina Himeji    | definitivo |
| S                                      | Courtney Schwan    | Soverato            | definitivo |
| Trasferimenti nel corso della stagione |                    |                     |            |
| C                                      | Amber Igiede       | Hawaii              | definitivo |

| Cessioni                               | Cessioni            | Cessioni       | Cessioni   |
| R.                                     | Nome                | a              | Modalità   |
| -------------------------------------- | ------------------- | -------------- | ---------- |
| S                                      | Marika Bianchini    | -              | svincolata |
| P                                      | Alice De Luca Bossa | Amando         | definitivo |
| C                                      | Sofia Rebora        | Futura Giovani | definitivo |
| S                                      | Giulia Valerio      | United Pomezia | definitivo |
| Trasferimenti nel corso della stagione |                     |                |            |
| S                                      | Celeste Plak        | Beşiktaş       | definitivo |

## Risultati

### Serie A1

#### Girone di andata
| 1ª giornata - 8 ottobre 2023 PalaCampanara, Pesaro                          | Megavolley    | 2 - 3 | Roma Club       | 25-22, 20-25, 19-25, 25-19, 12-15 |
| 2ª giornata - 15 ottobre 2023 Palazzetto dello Sport, Roma                  | Roma Club     | 0 - 3 | Chieri '76      | 18-25, 20-25, 20-25               |
| 3ª giornata - 22 ottobre 2023 Palazzetto dello Sport, Roma                  | Roma Club     | 3 - 2 | UYBA            | 25-20, 25-21, 20-25, 23-25, 15-13 |
| 4ª giornata - 22 novembre 2023 PalaVerde, Villorba                          | Imoco         | 3 - 0 | Roma Club       | 25-16, 25-16, 25-20               |
| 5ª giornata - 1º novembre 2023 PalaWanny, Firenze                           | Firenze       | 3 - 2 | Roma Club       | 25-22, 25-27, 25-23, 22-25, 15-12 |
| 6ª giornata - 4 novembre 2023 Palazzetto dello Sport, Roma                  | Roma Club     | 3 - 0 | Bergamo 1991    | 25-21, 25-21, 25-22               |
| 7ª giornata - 12 novembre 2023 Palazzetto dello Sport, Villafranca Piemonte | Pinerolo      | 3 - 0 | Roma Club       | 25-23, 25-21, 25-20               |
| 8ª giornata - 18 novembre 2023 PalaRadi, Cremona                            | Casalmaggiore | 2 - 3 | Roma Club       | 25-22, 22-25, 26-28, 25-21, 13-15 |
| 9ª giornata - 26 novembre 2023 Palazzetto dello Sport, Roma                 | Roma Club     | 0 - 3 | Pro Victoria    | 21-25, 18-25, 22-25               |
| 10ª giornata - 3 dicembre 2023 Palazzetto dello Sport, Roma                 | Roma Club     | 3 - 1 | Cuneo Granda    | 18-25, 25-15, 25-17, 26-24        |
| 11ª giornata - 10 dicembre 2023 PalaTrento, Trentino                        | Trentino      | 0 - 3 | Roma Club       | 22-25, 20-25, 14-25               |
| 12ª giornata - 16 dicembre 2023 Palazzetto dello Sport, Roma                | Roma Club     | 2 - 3 | Savino Del Bene | 16-25 14-25 26-24 25-21 7-15      |
| 13ª giornata - 23 dicembre 2023 PalaTerdoppio, Novara                       | AGIL          | 3 - 0 | Roma Club       | 25-10, 33-31, 25-14               |

#### Girone di ritorno
| 14ª giornata - 26 dicembre 2023 Palazzetto dello Sport, Roma | Roma Club       | 2 - 3 | Megavolley    | 35-37, 18-25, 25-16, 25-17, 4-15  |
| 15ª giornata - 6 gennaio 2024 PalaMaddalene, Chieri          | Chieri '76      | 3 - 0 | Roma Club     | 25-21, 25-18, 25-16               |
| 16ª giornata - 14 gennaio 2024 PalaPiantanida, Busto Arsizio | UYBA            | 3 - 0 | Roma Club     | 25-23, 25-16, 25-23               |
| 17ª giornata - 21 gennaio 2024 Palazzetto dello Sport, Roma  | Roma Club       | 2 - 3 | Imoco         | 25-21, 23-25, 26-24, 18-25, 4-15  |
| 18ª giornata - 28 gennaio 2024 Palazzetto dello Sport, Roma  | Roma Club       | 3 - 1 | Firenze       | 25-19, 20-25, 25-23, 25-18        |
| 19ª giornata - 4 febbraio 2024 PalaFacchetti, Treviglio      | Bergamo 1991    | 1 - 3 | Roma Club     | 20-25, 25-17, 19-25, 21-25        |
| 20ª giornata - 11 febbraio 2024 Palazzetto dello Sport, Roma | Roma Club       | 3 - 2 | Pinerolo      | 25-23, 19-25, 19-25, 25-21, 15-9  |
| 21ª giornata - 24 febbraio 2024 Palazzetto dello Sport, Roma | Roma Club       | 3 - 1 | Casalmaggiore | 17-25, 25-23, 25-17, 25-22        |
| 22ª giornata - 3 marzo 2024 Arena di Monza, Monza            | Pro Victoria    | 3 - 2 | Roma Club     | 23-25, 25-19, 18-25, 25-21, 18-16 |
| 23ª giornata - 6 marzo 2024 PalaCastagnaretta, Cuneo         | Cuneo Granda    | 3 - 2 | Roma Club     | 25-21, 27-25, 23-25, 18-25, 18-16 |
| 24ª giornata - 10 marzo 2024 Palazzetto dello Sport, Roma    | Roma Club       | 3 - 2 | Trentino      | 25-18, 25-20, 19-25, 20-25, 15-10 |
| 25ª giornata - 17 marzo 2024 PalaWanny, Firenze              | Savino Del Bene | 3 - 0 | Roma Club     | 25-18, 25-17, 25-20               |
| 26ª giornata - 24 marzo 2024 Palazzetto dello Sport, Roma    | Roma Club       | 3 - 1 | AGIL          | 25-21, 19-25, 25-23, 25-12        |

#### Play-off scudetto
| Quarti di finale (gara 1) - 27 marzo 2024 PalaVerde, Villorba          | Imoco     | 3 - 0 | Roma Club | 25-21, 25-18, 25-18 |
| Quarti di finale (gara 2) - 31 marzo 2024 Palazzetto dello Sport, Roma | Roma Club | 0 - 3 | Imoco     | 17-25, 13-25, 21-25 |

### Coppa Italia
| Quarti di finale - 24 gennaio 2024 Palalido, Milano | Pro Victoria | 3 - 0 | Roma Club | 25-16, 25-5, 25-15 |

## Statistiche

### Statistiche di squadra
| Competizione | Punti | In casa | In casa | In casa | In trasferta | In trasferta | In trasferta | Totale | Totale | Totale |
| Competizione | Punti | G       | V       | P       | G            | V            | P            | G      | V      | P      |
| ------------ | ----- | ------- | ------- | ------- | ------------ | ------------ | ------------ | ------ | ------ | ------ |
| Serie A1     | 37    | 14      | 8       | 6       | 14           | 4            | 10           | 28     | 12     | 16     |
| Coppa Italia | -     | 0       | 0       | 0       | 1            | 0            | 1            | 1      | 0      | 1      |
| Totale       | -     | 14      | 8       | 6       | 15           | 4            | 11           | 29     | 12     | 17     |

G = partite giocate; V = partite vinte; P = partite perse

### Statistiche dei giocatori
| Giocatore     | Serie A1 | Serie A1 | Serie A1 | Serie A1 | Serie A1 | Coppa Italia | Coppa Italia | Coppa Italia | Coppa Italia | Coppa Italia | Totale | Totale | Totale | Totale | Totale |
| Giocatore     | P        | PT       | AV       | MV       | BV       | P            | PT           | AV           | MV           | BV           | P      | PT     | AV     | MV     | BV     |
| ------------- | -------- | -------- | -------- | -------- | -------- | ------------ | ------------ | ------------ | ------------ | ------------ | ------ | ------ | ------ | ------ | ------ |
| M. Bechis     | 28       | 46       | 25       | 13       | 8        | 1            | 0            | 0            | 0            | 0            | 29     | 46     | 25     | 13     | 8      |
| E. Bici       | 28       | 519      | 468      | 29       | 22       | 1            | 6            | 6            | 0            | 0            | 29     | 525    | 474    | 29     | 22     |
| M. Ciarrocchi | 20       | 74       | 51       | 12       | 11       | 0            | 0            | 0            | 0            | 0            | 20     | 74     | 51     | 12     | 11     |
| A. Corrêa     | 24       | 187      | 142      | 36       | 9        | 1            | 1            | 1            | 0            | 0            | 25     | 188    | 143    | 36     | 9      |
| M. Ferrara    | 22       | 0        | 0        | 0        | 0        | 0            | 0            | 0            | 0            | 0            | 22     | 0      | 0      | 0      | 0      |
| A. Igiede     | 3        | 23       | 15       | 8        | 0        | -            | -            | -            | -            | -            | 3      | 23     | 15     | 8      | 0      |
| D. Madán      | 20       | 30       | 27       | 0        | 3        | 1            | 6            | 6            | 0            | 0            | 21     | 36     | 33     | 0      | 3      |
| G. Melli      | 24       | 218      | 196      | 19       | 3        | 1            | 3            | 3            | 0            | 0            | 25     | 221    | 199    | 19     | 3      |
| M. Muzi       | 16       | 1        | 0        | 0        | 1        | 1            | 0            | 0            | 0            | 0            | 17     | 1      | 0      | 0      | 1      |
| C. Plak       | 5        | 93       | 87       | 5        | 1        | -            | -            | -            | -            | -            | 5      | 93     | 87     | 5      | 1      |
| J. Rivero     | 26       | 285      | 246      | 8        | 31       | 1            | 1            | 1            | 0            | 0            | 27     | 286    | 247    | 8      | 31     |
| M. Rucli      | 25       | 121      | 70       | 31       | 20       | 1            | 2            | 1            | 0            | 1            | 26     | 123    | 71     | 31     | 21     |
| C. Schwan     | 27       | 82       | 75       | 5        | 2        | 1            | 2            | 2            | 0            | 0            | 28     | 84     | 77     | 5      | 2      |
| S. Valoppi    | 27       | 0        | 0        | 0        | 0        | 1            | 0            | 0            | 0            | 0            | 28     | 0      | 0      | 0      | 0      |

P = presenze; PT = punti totali; AV = attacchi vincenti; MV = muri vincenti; BV = battute vincenti